# Elaeodendron fruticosum
Espèce
Statut de conservation UICN

 LC  : Préoccupation mineure
Elaeodendron fruticosum est une espèce de plantes de la famille des Celastraceae.

## Publication originale
- Boletim da Sociedade Broteriana, sér. 2, 39: 39. 1965.